# Liste der Baudenkmale in Bothfeld-Vahrenheide
Die Liste der Baudenkmale in Hannover Bothfeld-Vahrenheide enthält die Baudenkmale der hannoverschen Stadtteile Bothfeld, Isernhagen-Süd, Lahe, Sahlkamp und Vahrenheide. Die Einträge in dieser Liste basieren überwiegend auf einer Liste des Amtes für Denkmalschutz aus dem Jahr 1985 und sind hinsichtlich ihrer Aktualität im Einzelfall zu überprüfen.

## Bothfeld

### Baudenkmalgruppen

#### Baudenkmalgruppe Jüdischer Friedhof Bothfeld
Die Baudenkmalgruppe Jüdischer Friedhof Bothfeld ist unter der ID 30592276 im Denkmalatlas des Landes Niedersachsen eingetragen und nach § 3 Abs. 3 S. 1 Niedersächsisches Denkmalschutzgesetz geschützt.

| Lage                                                       | Bezeichnung                 | Beschreibung                                                                       | ID       | Bild           |
| ---------------------------------------------------------- | --------------------------- | ---------------------------------------------------------------------------------- | -------- | -------------- |
| Bothfeld, Burgwedeler Straße 90 52° 25′ 9″ N, 9° 47′ 59″ O | Jüdischer Friedhof Bothfeld | denkmalgeschützter, jüdischer Friedhof Geschützt nach § 3 (2) Einzeldenkmal NDSchG | 30596670 | Weitere Bilder |
| Bothfeld, Burgwedeler Straße 90 52° 25′ 9″ N, 9° 47′ 55″ O | Trauerhalle                 | denkmalgeschütztes Gebäude Geschützt nach § 3 (2) Einzeldenkmal NDSchG             | 30596696 | Weitere Bilder |

#### Baudenkmalgruppe Prinz-Albrecht-/Scharnhorstkaserne
Die Baudenkmalgruppe Prinz-Albrecht-/Scharnhorstkaserne ist unter der ID 30593978 im Denkmalatlas des Landes Niedersachsen eingetragen und nach § 3 Abs. 3 S. 1 Niedersächsisches Denkmalschutzgesetz geschützt.

| Lage                                                                | Bezeichnung                                             | Beschreibung | ID       | Bild           |
| ------------------------------------------------------------------- | ------------------------------------------------------- | --- | -------- | -------------- |
| Bothfeld, Langenforther Straße 52° 24′ 55″ N, 9° 47′ 25″ O          | Einfriedung der Scharnhorstkaserne                      | denkmalgeschützte Einfriedung Geschützt nach § 3 (2) Einzeldenkmal NDSchG                                                    | 30597418 | BW             |
| Bothfeld, Langenforther Straße 1A 52° 24′ 58″ N, 9° 47′ 34″ O       | Wachgebäude der Scharnhorstkaserne                      | denkmalgeschütztes Gebäude Geschützt nach § 3 (2) Einzeldenkmal NDSchG                                                       | 30597437 | BW             |
| Bothfeld, Langenforther Straße 1A 52° 25′ 0″ N, 9° 47′ 32″ O        | Stabsgebäude I                                          | denkmalgeschütztes Gebäude Geschützt nach § 3 (2) Einzeldenkmal NDSchG                                                       | 30597458 | BW             |
| Bothfeld, Langenforther Straße 1A 52° 24′ 57″ N, 9° 47′ 34″ O       | Stabsgebäude II                                         | denkmalgeschütztes Gebäude Geschützt nach § 3 (2) Einzeldenkmal NDSchG                                                       | 30597479 | BW             |
| Bothfeld, Langenforther Straße 1A 52° 24′ 57″ N, 9° 47′ 30″ O       | Unterkunftsgebäude I                                    | denkmalgeschütztes Gebäude Geschützt nach § 3 (2) Einzeldenkmal NDSchG                                                       | 30597500 | BW             |
| Bothfeld, Langenforther Straße 1A 52° 25′ 1″ N, 9° 47′ 30″ O        | Unterkunftsgebäude II                                   | denkmalgeschütztes Gebäude Geschützt nach § 3 (2) Einzeldenkmal NDSchG                                                       | 30597519 | BW             |
| Bothfeld, Langenforther Straße 1A 52° 25′ 4″ N, 9° 47′ 30″ O        | Unterkunftsgebäude III                                  | denkmalgeschütztes Gebäude Geschützt nach § 3 (2) Einzeldenkmal NDSchG                                                       | 30597538 | BW             |
| Bothfeld, Langenforther Straße 1A 52° 25′ 8″ N, 9° 47′ 30″ O        | Unterkunftsgebäude IV                                   | denkmalgeschütztes Gebäude Geschützt nach § 3 (2) Einzeldenkmal NDSchG                                                       | 30597557 | BW             |
| Bothfeld, Langenforther Straße 1A 52° 25′ 8″ N, 9° 47′ 21″ O        | Unterkunftsgebäude V                                    | denkmalgeschütztes Gebäude Geschützt nach § 3 (2) Einzeldenkmal NDSchG                                                       | 30597597 | BW             |
| Bothfeld, Langenforther Straße 1A 52° 25′ 4″ N, 9° 47′ 21″ O        | Unterkunftsgebäude VI                                   | denkmalgeschütztes Gebäude Geschützt nach § 3 (2) Einzeldenkmal NDSchG                                                       | 30597616 | BW             |
| Bothfeld, Langenforther Straße 1A 52° 25′ 1″ N, 9° 47′ 21″ O        | Unterkunftsgebäude VII                                  | denkmalgeschütztes Gebäude Geschützt nach § 3 (2) Einzeldenkmal NDSchG                                                       | 30597635 | BW             |
| Bothfeld, Langenforther Straße 1A 52° 24′ 57″ N, 9° 47′ 21″ O       | Unterkunftsgebäude VIII                                 | denkmalgeschütztes Gebäude Geschützt nach § 3 (2) Einzeldenkmal NDSchG                                                       | 30597654 | BW             |
| Bothfeld, Langenforther Straße 1A 52° 25′ 7″ N, 9° 47′ 26″ O        | Küchengebäude der Scharnhorstkaserne                    | denkmalgeschütztes Gebäude Geschützt nach § 3 (2) Einzeldenkmal NDSchG                                                       | 30597576 | BW             |
| Bothfeld, Langenforther Straße 1A 52° 25′ 3″ N, 9° 47′ 25″ O        | Exerzierplatz der Scharnhorstkaserne                    | denkmalgeschützter Platz Geschützt nach § 3 (2) Einzeldenkmal NDSchG                                                         | 30597673 | BW             |
| Bothfeld, Langenforther Straße 1A 52° 24′ 57″ N, 9° 47′ 19″ O       | Kraftfahrzeughalle I der Scharnhorstkaserne             | denkmalgeschütztes Gebäude Geschützt nach § 3 (2) Einzeldenkmal NDSchG                                                       | 30597691 | BW             |
| Bothfeld, Langenforther Straße 1A 52° 25′ 2″ N, 9° 47′ 19″ O        | Kraftfahrzeughalle II der Scharnhorstkaserne            | denkmalgeschütztes Gebäude Geschützt nach § 3 (2) Einzeldenkmal NDSchG                                                       | 30597712 | BW             |
| Bothfeld, Langenforther Straße 1A 52° 25′ 3″ N, 9° 47′ 17″ O        | Kraftfahrzeughalle III der Scharnhorstkaserne           | denkmalgeschütztes Gebäude Geschützt nach § 3 (2) Einzeldenkmal NDSchG                                                       | 30597731 | BW             |
| Bothfeld, Langenforther Straße 1A 52° 25′ 5″ N, 9° 47′ 16″ O        | Werkstatt I der Scharnhorstkaserne                      | denkmalgeschütztes Gebäude Geschützt nach § 3 (2) Einzeldenkmal NDSchG                                                       | 30597750 | BW             |
| Bothfeld, Langenforther Straße 1A 52° 25′ 3″ N, 9° 47′ 15″ O        | Werkstatt II der Scharnhorstkaserne                     | denkmalgeschütztes Gebäude Geschützt nach § 3 (2) Einzeldenkmal NDSchG                                                       | 30597790 | BW             |
| Bothfeld, Langenforther Straße 1A 52° 25′ 0″ N, 9° 47′ 16″ O        | Werkstatt III der Scharnhorstkaserne                    | denkmalgeschütztes Gebäude Geschützt nach § 3 (2) Einzeldenkmal NDSchG                                                       | 30597771 | BW             |
| Bothfeld, Kugelfangtrift 52° 25′ 4″ N, 9° 46′ 13″ O                 | Kugelfangtrift                                          | zwischen Ada-Lessing-Straße und Langenforther Straßer denkmalgeschützte Allee Geschützt nach § 3 (2) Einzeldenkmal NDSchG    | 30597811 | Weitere Bilder |
| Bothfeld, Sündernstraße 29 52° 24′ 47″ N, 9° 47′ 30″ O              | Einfriedung der ehem. Prinz-Albrecht-Kaserne            | denkmalgeschützte Einfriedung Geschützt nach § 3 (2) Einzeldenkmal NDSchG                                                    | 30597829 |                |
| Bothfeld, Roschersburg 2 52° 24′ 54″ N, 9° 47′ 34″ O                | Wachgebäude der ehem. Prinz-Albrecht-Kaserne            | denkmalgeschütztes Gebäude Geschützt nach § 3 (2) Einzeldenkmal NDSchG                                                       | 30597871 |                |
| Bothfeld, Prinz-Albrecht-Ring 63A 52° 24′ 52″ N, 9° 47′ 32″ O       | Stabsgebäude der Prinz-Albrecht-Kaserne                 | denkmalgeschütztes Gebäude Geschützt nach § 3 (2) Einzeldenkmal NDSchG                                                       | 30597849 |                |
| Bothfeld, Prinz-Albrecht-Ring 59 und 61 52° 24′ 53″ N, 9° 47′ 27″ O | Freies Gymnasium Hannover                               | denkmalgeschützte Gebäude, ehemals Unterkunftsgebäude der Prinz-Albrecht-Kaserne Geschützt nach § 3 (2) Einzeldenkmal NDSchG | 30597892 | Weitere Bilder |
| Bothfeld, Prinz-Albrecht-Ring 35 52° 24′ 46″ N, 9° 47′ 20″ O        | Werkstatt I der ehem. Prinz-Albrecht-Kaserne            | denkmalgeschütztes Gebäude Geschützt nach § 3 (2) Einzeldenkmal NDSchG                                                       | 30598126 |                |
| Bothfeld, Prinz-Albrecht-Ring 67 52° 24′ 48″ N, 9° 47′ 29″ O        | Unterkunftsgebäude III der ehem. Prinz-Albrecht-Kaserne | denkmalgeschütztes Gebäude Geschützt nach § 3 (2) Einzeldenkmal NDSchG                                                       | 30597934 |                |
| Bothfeld, Prinz-Albrecht-Ring 63 52° 24′ 51″ N, 9° 47′ 29″ O        | Unterkunftsgebäude II der ehem. Prinz-Albrecht-Kaserne  | denkmalgeschütztes Gebäude Geschützt nach § 3 (2) Einzeldenkmal NDSchG                                                       | 30597913 |                |
| Bothfeld, Prinz-Albrecht-Ring 43 52° 24′ 51″ N, 9° 47′ 21″ O        | Unterkunftsgebäude V der ehem. Prinz-Albrecht-Kaserne   | denkmalgeschütztes Gebäude Geschützt nach § 3 (2) Einzeldenkmal NDSchG                                                       | 30598022 |                |
| Bothfeld, Prinz-Albrecht-Ring 47/49 52° 24′ 54″ N, 9° 47′ 21″ O     | Unterkunftsgebäude IV der ehem. Prinz-Albrecht-Kaserne  | denkmalgeschütztes Gebäude Geschützt nach § 3 (2) Einzeldenkmal NDSchG                                                       | 30598000 |                |
| Bothfeld, Prinz-Albrecht-Ring 51 52° 24′ 54″ N, 9° 47′ 23″ O        | Offizierskasino der ehem. Prinz-Albrecht-Kaserne        | denkmalgeschütztes Gebäude Geschützt nach § 3 (2) Einzeldenkmal NDSchG                                                       | 30597977 |                |
| Bothfeld, Prinz-Albrecht-Ring 39 52° 24′ 48″ N, 9° 47′ 21″ O        | Unterkunftsgebäude VI der ehem. Prinz-Albrecht-Kaserne  | denkmalgeschütztes Gebäude Geschützt nach § 3 (2) Einzeldenkmal NDSchG                                                       | 30598046 |                |
| Bothfeld, Prinz-Albrecht-Ring 59 52° 24′ 54″ N, 9° 47′ 29″ O        | Unterkunftsgebäude I der ehem. Prinz-Albrecht-Kaserne   | denkmalgeschütztes Gebäude Geschützt nach § 3 (2) Einzeldenkmal NDSchG                                                       | 30597892 |                |
| Bothfeld, Prinz-Albrecht-Ring 16/76 52° 24′ 47″ N, 9° 47′ 25″ O     | Werkstatt II der ehem. Prinz-Albrecht-Kaserne           | denkmalgeschütztes Gebäude Geschützt nach § 3 (2) Einzeldenkmal NDSchG                                                       | 30598148 |                |
| Bothfeld, Prinz-Albrecht-Ring 55/57 52° 24′ 54″ N, 9° 47′ 27″ O     | Küchengebäude der ehem. Prinz-Albrecht-Kaserne          | denkmalgeschütztes Gebäude Geschützt nach § 3 (2) Einzeldenkmal NDSchG                                                       | 30597955 |                |

#### Baudenkmalgruppe Siedlung Kurze-Kamp-Straße
Die Baudenkmalgruppe Siedlung Kurze-Kamp-Straße ist unter der ID 30593864 im Denkmalatlas des Landes Niedersachsen eingetragen und nach § 3 Abs. 3 S. 1 Niedersächsisches Denkmalschutzgesetz geschützt. Die Siedlung wurde von 1955 bis 1956 nach Plänen von Friedrich Lindau erbaut und ist seit 1990 denkmalgeschützt.
| Lage                                                       | Bezeichnung                | Beschreibung                                                                              | ID       | Bild |
| ---------------------------------------------------------- | -------------------------- | ----------------------------------------------------------------------------------------- | -------- | ---- |
| Bothfeld, Einsteinstraße 1 52° 25′ 15″ N, 9° 48′ 0″ O      | Wohngebäude                | denkmalgeschütztes Wohnhaus Geschützt nach § 3 (2) Einzeldenkmal NDSchG                   | 30597016 |      |
| Bothfeld, Einsteinstraße 3 52° 25′ 15″ N, 9° 47′ 59″ O     | Wohngebäude                | denkmalgeschütztes Wohnhaus Geschützt nach § 3 (2) Einzeldenkmal NDSchG                   | 30597036 |      |
| Bothfeld, Einsteinstraße 5 52° 25′ 15″ N, 9° 47′ 58″ O     | Wohngebäude                | denkmalgeschütztes Wohnhaus Geschützt nach § 3 (2) Einzeldenkmal NDSchG                   | 30597056 |      |
| Bothfeld, Einsteinstraße 7 52° 25′ 16″ N, 9° 47′ 57″ O     | Wohngebäude                | denkmalgeschütztes Wohnhaus Geschützt nach § 3 (2) Einzeldenkmal NDSchG                   | 30597076 |      |
| Bothfeld, Einsteinstraße 9 52° 25′ 16″ N, 9° 47′ 56″ O     | Wohngebäude                | denkmalgeschütztes Wohnhaus Geschützt nach § 3 (2) Einzeldenkmal NDSchG                   | 30597097 |      |
| Bothfeld, Einsteinstraße 11 52° 25′ 17″ N, 9° 48′ 0″ O     | Wohngebäude                | denkmalgeschütztes Wohnhaus Geschützt nach § 3 (2) Einzeldenkmal NDSchG                   | 30597117 |      |
| Bothfeld, Einsteinstraße 13 52° 25′ 17″ N, 9° 47′ 59″ O    | Wohngebäude                | denkmalgeschütztes Wohnhaus Geschützt nach § 3 (2) Einzeldenkmal NDSchG                   | 30597137 |      |
| Bothfeld, Einsteinstraße 15 52° 25′ 17″ N, 9° 47′ 59″ O    | Wohngebäude                | denkmalgeschütztes Wohnhaus Geschützt nach § 3 (2) Einzeldenkmal NDSchG                   | 30597157 |      |
| Bothfeld, Einsteinstraße 17 52° 25′ 17″ N, 9° 47′ 58″ O    | Wohngebäude                | denkmalgeschütztes Wohnhaus Geschützt nach § 3 (2) Einzeldenkmal NDSchG                   | 30597177 |      |
| Bothfeld, Einsteinstraße 19 52° 25′ 17″ N, 9° 47′ 57″ O    | Wohngebäude                | denkmalgeschütztes Wohnhaus Geschützt nach § 3 (2) Einzeldenkmal NDSchG                   | 30597198 |      |
| Bothfeld, Emil-Nolde-Weg 1 52° 25′ 18″ N, 9° 48′ 1″ O      | Wohngebäude                | denkmalgeschütztes Wohnhaus Geschützt nach § 3 (2) Einzeldenkmal NDSchG                   | 30597218 |      |
| Bothfeld, Emil-Nolde-Weg 3 52° 25′ 18″ N, 9° 48′ 0″ O      | Wohngebäude                | denkmalgeschütztes Wohnhaus Geschützt nach § 3 (2) Einzeldenkmal NDSchG                   | 30597239 |      |
| Bothfeld, Emil-Nolde-Weg 5 52° 25′ 18″ N, 9° 48′ 0″ O      | Wohngebäude                | denkmalgeschütztes Wohnhaus Geschützt nach § 3 (2) Einzeldenkmal NDSchG                   | 30597260 |      |
| Bothfeld, Emil-Nolde-Weg 7 52° 25′ 18″ N, 9° 47′ 59″ O     | Wohngebäude                | denkmalgeschütztes Wohnhaus Geschützt nach § 3 (2) Einzeldenkmal NDSchG                   | 30597280 |      |
| Bothfeld, Emil-Nolde-Weg 9 52° 25′ 19″ N, 9° 47′ 57″ O     | Wohngebäude                | denkmalgeschütztes Wohnhaus Geschützt nach § 3 (2) Einzeldenkmal NDSchG                   | 30597301 |      |
| Bothfeld, Emil-Nolde-Weg 11 52° 25′ 19″ N, 9° 48′ 1″ O     | Wohngebäude                | denkmalgeschütztes Wohnhaus Geschützt nach § 3 (2) Einzeldenkmal NDSchG                   | 30597321 |      |
| Bothfeld, Emil-Nolde-Weg 13 52° 25′ 19″ N, 9° 48′ 1″ O     | Wohngebäude                | denkmalgeschütztes Wohnhaus Geschützt nach § 3 (2) Einzeldenkmal NDSchG                   | 30597341 |      |
| Bothfeld, Emil-Nolde-Weg 15 52° 25′ 20″ N, 9° 48′ 0″ O     | Wohngebäude                | denkmalgeschütztes Wohnhaus Geschützt nach § 3 (2) Einzeldenkmal NDSchG                   | 30597361 |      |
| Bothfeld, Emil-Nolde-Weg 17 52° 25′ 20″ N, 9° 47′ 59″ O    | Wohngebäude                | denkmalgeschütztes Wohnhaus Geschützt nach § 3 (2) Einzeldenkmal NDSchG                   | 30597381 |      |
| Bothfeld, Kurze-Kamp-Straße 13 52° 25′ 13″ N, 9° 47′ 59″ O | Wohn- und Geschäftsgebäude | denkmalgeschütztes Wohn- und Geschäftsgebäude Geschützt nach § 3 (2) Einzeldenkmal NDSchG | 30596848 |      |
| Bothfeld, Kurze-Kamp-Straße 14 52° 25′ 13″ N, 9° 47′ 58″ O | Wohn- und Geschäftsgebäude | denkmalgeschütztes Wohn- und Geschäftsgebäude Geschützt nach § 3 (2) Einzeldenkmal NDSchG | 30596869 |      |
| Bothfeld, Kurze-Kamp-Straße 15 52° 25′ 13″ N, 9° 47′ 58″ O | Wohn- und Geschäftsgebäude | denkmalgeschütztes Wohn- und Geschäftsgebäude Geschützt nach § 3 (2) Einzeldenkmal NDSchG | 30596890 |      |
| Bothfeld, Kurze-Kamp-Straße 16 52° 25′ 13″ N, 9° 47′ 57″ O | Wohn- und Geschäftsgebäude | denkmalgeschütztes Wohn- und Geschäftsgebäude Geschützt nach § 3 (2) Einzeldenkmal NDSchG | 30596911 |      |
| Bothfeld, Kurze-Kamp-Straße 17 52° 25′ 14″ N, 9° 47′ 57″ O | Wohn- und Geschäftsgebäude | denkmalgeschütztes Wohn- und Geschäftsgebäude Geschützt nach § 3 (2) Einzeldenkmal NDSchG | 30596932 |      |
| Bothfeld, Kurze-Kamp-Straße 18 52° 25′ 14″ N, 9° 47′ 56″ O | Geschäftsgebäude           | denkmalgeschütztes Geschäftsgebäude Geschützt nach § 3 (2) Einzeldenkmal NDSchG           | 30596953 |      |
| Bothfeld, Kurze-Kamp-Straße 19 52° 25′ 14″ N, 9° 47′ 56″ O | Geschäftsgebäude           | denkmalgeschütztes Geschäftsgebäude Geschützt nach § 3 (2) Einzeldenkmal NDSchG           | 30596974 |      |
| Bothfeld, Kurze-Kamp-Straße 20 52° 25′ 14″ N, 9° 47′ 55″ O | Wohn- und Geschäftsgebäude | denkmalgeschütztes Wohn- und Geschäftsgebäude Geschützt nach § 3 (2) Einzeldenkmal NDSchG | 30596995 |      |

#### Baudenkmalgruppe Sutelstraße 18/19
Die Baudenkmalgruppe Sutelstraße 18/19 ist unter der ID 30590689 im Denkmalatlas des Landes Niedersachsen eingetragen und nach § 3 Abs. 3 S. 1 Niedersächsisches Denkmalschutzgesetz geschützt. 
| Lage                                                 | Bezeichnung                        | Beschreibung                                                                  | ID       | Bild           |
| ---------------------------------------------------- | ---------------------------------- | ----------------------------------------------------------------------------- | -------- | -------------- |
| Bothfeld, Sutelstraße 20 52° 24′ 47″ N, 9° 47′ 55″ O | St.-Nicolai-Kirche                 | denkmalgeschütztes Kirchengebäude Geschützt nach § 3 (2) Einzeldenkmal NDSchG | 30596648 | Weitere Bilder |
| Bothfeld, Sutelstraße 19 52° 24′ 47″ N, 9° 47′ 55″ O | Friedhof an der St. Nicolai-Kirche | denkmalgeschützter Friedhof Geschützt nach § 3 (2) Einzeldenkmal NDSchG       | 30596623 | Weitere Bilder |
| Bothfeld, Sutelstraße 19 52° 24′ 47″ N, 9° 47′ 55″ O | Grabmal für Caspar Bornhöfer       | denkmalgeschütztes Grabmal Geschützt nach § 3 (2) Einzeldenkmal NDSchG        | 38013918 | BW             |
| Bothfeld, Sutelstraße 19 52° 24′ 47″ N, 9° 47′ 55″ O | Grabmal für Heinrich Diederichs    | denkmalgeschütztes Grabmal Geschützt nach § 3 (2) Einzeldenkmal NDSchG        | 38013941 | BW             |
| Bothfeld, Sutelstraße 19 52° 24′ 47″ N, 9° 47′ 55″ O | Grabmal für Heinrich Gernß         | denkmalgeschütztes Grabmal Geschützt nach § 3 (2) Einzeldenkmal NDSchG        | 38013963 |                |
| Bothfeld, Sutelstraße 19 52° 24′ 47″ N, 9° 47′ 55″ O | Grabmal für Hinrich Hanebuth       | denkmalgeschütztes Grabmal Geschützt nach § 3 (2) Einzeldenkmal NDSchG        | 38013985 |                |
| Bothfeld, Sutelstraße 19 52° 24′ 47″ N, 9° 47′ 55″ O | Grabmal für Elisabeth Lüders       | denkmalgeschütztes Grabmal Geschützt nach § 3 (2) Einzeldenkmal NDSchG        | 38014007 |                |
| Bothfeld, Sutelstraße 19 52° 24′ 47″ N, 9° 47′ 55″ O | Grabmal für Heinrich Meyer         | denkmalgeschütztes Grabmal Geschützt nach § 3 (2) Einzeldenkmal NDSchG        | 38014029 |                |
| Bothfeld, Sutelstraße 19 52° 24′ 47″ N, 9° 47′ 55″ O | Grabmal für Henny Meyer            | denkmalgeschütztes Grabmal Geschützt nach § 3 (2) Einzeldenkmal NDSchG        | 38014051 |                |
| Bothfeld, Sutelstraße 19 52° 24′ 47″ N, 9° 47′ 55″ O | Grabmal für Heinrich Reineke       | denkmalgeschütztes Grabmal Geschützt nach § 3 (2) Einzeldenkmal NDSchG        | 38014073 | BW             |
| Bothfeld, Sutelstraße 19 52° 24′ 47″ N, 9° 47′ 55″ O | Grabmal für Hans Reiniken          | denkmalgeschütztes Grabmal Geschützt nach § 3 (2) Einzeldenkmal NDSchG        | 38014095 |                |
| Bothfeld, Sutelstraße 19 52° 24′ 47″ N, 9° 47′ 55″ O | Grabmal für Hans Riedemann         | denkmalgeschütztes Grabmal Geschützt nach § 3 (2) Einzeldenkmal NDSchG        | 38014117 |                |
| Bothfeld, Sutelstraße 19 52° 24′ 47″ N, 9° 47′ 55″ O | Grabmal für Curd Schele            | denkmalgeschütztes Grabmal Geschützt nach § 3 (2) Einzeldenkmal NDSchG        | 38014139 |                |
| Bothfeld, Sutelstraße 19 52° 24′ 47″ N, 9° 47′ 55″ O | Grabmal für Hans Schele            | denkmalgeschütztes Grabmal Geschützt nach § 3 (2) Einzeldenkmal NDSchG        | 38014161 |                |
| Bothfeld, Sutelstraße 19 52° 24′ 47″ N, 9° 47′ 55″ O | Grabmal für Hinrich Warmboldt      | denkmalgeschütztes Grabmal Geschützt nach § 3 (2) Einzeldenkmal NDSchG        | 38014183 |                |
| Bothfeld, Sutelstraße 19 52° 24′ 47″ N, 9° 47′ 55″ O | Grabmal für Hans Wulfes            | denkmalgeschütztes Grabmal Geschützt nach § 3 (2) Einzeldenkmal NDSchG        | 38014205 |                |

### Einzeldenkmale
| Lage                                             | Bezeichnung                            | Beschreibung | ID       | Bild |
| ------------------------------------------------ | -------------------------------------- | --- | -------- | ---- |
| Dreihornstraße 18 52° 24′ 51″ N, 9° 48′ 19″ O    | Wohn- und Wirtschaftsgebäude           | [ 2 ] | 30596763 |      |
| Im Heidkampe 67 52° 24′ 58″ N, 9° 48′ 23″ O      | Wohn- und Wirtschaftsgebäude           | [ 2 ] | 30596804 |      |
| Luise-Blume-Straße 1 52° 24′ 45″ N, 9° 48′ 29″ O | Gartenpavillon                         | [ 2 ] | 30596399 |      |
| Martinstraße 3 52° 24′ 42″ N, 9° 48′ 14″ O       | Zunfthaus                              | | 30598247 |      |
| Podbielskistraße 321 52° 24′ 24″ N, 9° 48′ 2″ O  | Büro- und Fabrikgebäude der Geha-Werke | Erbaut 1955/56 nach Plänen von Ernst Zinsser und Edgar Schlubach.                                                                           | 30596824 |      |
| Podbielskistraße 323 52° 24′ 25″ N, 9° 48′ 4″ O  | Büro- und Fabrikgebäude der Geha-Werke | | 30598324 | BW   |
| Podbielskistraße 325 52° 24′ 25″ N, 9° 48′ 6″ O  | Büro- und Fabrikgebäude der Geha-Werke | | 30598345 |      |
| Sutelstraße 23 52° 24′ 51″ N, 9° 47′ 52″ O       | Wohn- und Wirtschaftsgebäude           | Das denkmalgeschützte Bauernhaus wurde im 17. Jahrhundert errichtet und beherbergt heute acht Wohneinheiten sowie eine Heilpraktikerschule. | 30596421 |      |
| Sutelstraße 25 52° 24′ 55″ N, 9° 47′ 49″ O       | Wohn- und Wirtschaftsgebäude           | [ 2 ] | 30596443 |      |
| Sutelstraße 30 52° 24′ 59″ N, 9° 47′ 53″ O       | Wohn- und Wirtschaftsgebäude           | [ 2 ] | 30596484 |      |
| Sutelstraße 53 52° 24′ 49″ N, 9° 47′ 51″ O       | Pfarrhaus                              | [ 2 ] | 30596542 |      |
| Sutelstraße 56 52° 24′ 44″ N, 9° 47′ 54″ O       | Wohn- und Wirtschaftsgebäude           | [ 2 ] | 30596562 |      |

## Isernhagen‑Süd
| Lage                                           | Bezeichnung              | Beschreibung | ID       | Bild |
| ---------------------------------------------- | ------------------------ | ------------ | -------- | ---- |
| Große Heide 6 52° 26′ 7″ N, 9° 48′ 2″ O        | Haus Wienker             | Wohnhaus     | 50532712 | BW   |
| Große Heide 6 52° 26′ 6″ N, 9° 48′ 2″ O        | Haus Wienker             | Garten       | 52071208 | BW   |
| Im Eichholz 28 B 52° 26′ 30″ N, 9° 47′ 39″ O   | Wohn-/Wirtschaftsgebäude |              | 30709834 | BW   |
| Am Flachsgraben 27 52° 26′ 50″ N, 9° 47′ 38″ O | Landhaus                 |              | 30709757 | BW   |

## Lahe
| Lage                                               | Bezeichnung                       | Beschreibung | ID       | Bild |
| -------------------------------------------------- | --------------------------------- | --- | -------- | ---- |
| An Reineckes Eichen 10 52° 24′ 50″ N, 9° 49′ 21″ O |                                   | [ 2 ] | 30709709 |      |
| Hinter dem Kampe 33a 52° 25′ 10″ N, 9° 49′ 26″ O   | Villa Rischmüller                 | | 30709734 |      |
| Hinter dem Kampe 33a 52° 25′ 10″ N, 9° 49′ 25″ O   | Einfriedung der Villa Rischmüller | im Denkmalatlas ist die Einfriedung fälschlicherweise an der Einmündung Im Klingenkampe/Rischkamp eingetragen, sie liegt aber an der Einmündung Im Klingenkampe/Hinter dem Kampe | 30709875 |      |
| Im Klingenkampe 1c 52° 24′ 51″ N, 9° 49′ 24″ O     |                                   | [ 2 ] | 30709813 |      |

## Vahrenheide
| Lage                                            | Bezeichnung            | Beschreibung                                        | ID | Bild |
| ----------------------------------------------- | ---------------------- | --------------------------------------------------- | -- | ---- |
| Leipziger Straße 38 52° 24′ 52″ N, 9° 45′ 24″ O | Fridtjof-Nansen-Schule | Erbaut 1960 bis 1962 nach Plänen von Ernst Zinsser. |    |      |

## Ehemalige Baudenkmale
| Lage                                        | Bezeichnung                            | Beschreibung                                                   | ID | Bild |
| ------------------------------------------- | -------------------------------------- | -------------------------------------------------------------- | -- | ---- |
| Ebelingstraße 52° 24′ 42″ N, 9° 47′ 47″ O   | Alter Friedhof Bothfeld mit Grabmälern | Als Ensemble.                                                  |    |      |
| Im Heidkampe 49 52° 24′ 52″ N, 9° 48′ 22″ O | Wohn- und Wirtschaftsgebäude           | [ 2 ]                                                          |    |      |
| Sutelstraße 17 52° 24′ 46″ N, 9° 47′ 55″ O  | Wohnhaus und Gaststätte                | . Das Gebäude wurde abgerissen und durch einen Neubau ersetzt. |    | BW   |
| Sutelstraße 46 52° 25′ 0″ N, 9° 47′ 53″ O   | Wohn- und Wirtschaftsgebäude           | [ 2 ]                                                          |    |      |
| Sutelstraße 48 52° 24′ 59″ N, 9° 47′ 50″ O  | Wohnhaus                               | [ 2 ]                                                          |    |      |